# Млодасько
Млодасько (пол. Młodasko) — село в Польщі, у гміні Казьмеж Шамотульського повіту Великопольського воєводства.
Населення — 308 осіб (2011).
У 1975-1998 роках село належало до Познанського воєводства.

## Демографія
Демографічна структура станом на 31 березня 2011 року:
|          | Загалом | Допрацездатний вік | Працездатний вік | Постпрацездатний вік |
| -------- | ------- | ------------------ | ---------------- | -------------------- |
| Чоловіки | 155     | 30                 | 108              | 17                   |
| Жінки    | 153     | 35                 | 94               | 24                   |
| Разом    | 308     | 65                 | 202              | 41                   |